# 圣科斯坦佐
圣科斯坦佐（義大利語：San Costanzo），是意大利佩萨罗-乌尔比诺省的一个市镇。总面积40.7平方公里，人口4891人，人口密度120.2人/平方公里（2008年）。ISTAT代码为041051。